# Zimní stadion Eden
Das Zimní stadion Eden (deutsch Eisstadion Eden) ist eine Eissporthalle im Stadtteil Vršovice der tschechischen Hauptstadt Prag. Die Halle im Verwaltungsbezirk Prag 10 ist die Heimspielstätte und Eigentum des Eishockeyclubs HC Slavia Prag. Neben der ersten Mannschaft nutzen auch die Jugendmannschaften des Clubs die Eisarena. Daneben wird öffentliches Eislaufen angeboten.

## Geschichte
Die Halle wurde 1975 eröffnet. Sie liegt nur einige hundert Meter östlich der Fortuna Arena (früher Stadion Eden), der Spielstätte des Fußballvereins SK Slavia Prag. 1985 war die Eishalle, neben der Sportovní hala ČSTV v PKOJF, Spielort der Eishockey-A-Weltmeisterschaft. 1994 wurde die Mannschaftskabinen renoviert. 1998 war die Halle einer von drei Schauplätzen der Unihockey-Weltmeisterschaft. 2009 wurde das Zimní stadion renoviert, ausgebaut und bietet heute 4988 Plätze (1116 Sitzplätze).
Von der Einweihung bis 2004 trug der HC Slavia seine Partien hier aus, ehe der Club entschied, in die neue Sazka Arena – mit 17.000 Plätzen bei Eishockeyspielen – umzuziehen. Nach der Saison 2014/15 und dem Abstieg in die 1. Liga kehrte Slavia in die alte Spielstätte zurück. 
Über die Linien 6, 7, 22, 24 der Straßenbahn Prag ist das Zimní stadion Eden zu erreichen. Vor der Halle stehen kostenpflichtige Parkplätze zur Verfügung.
Gelegentlich finden auch Konzerte in der Halle statt.

## Galerie

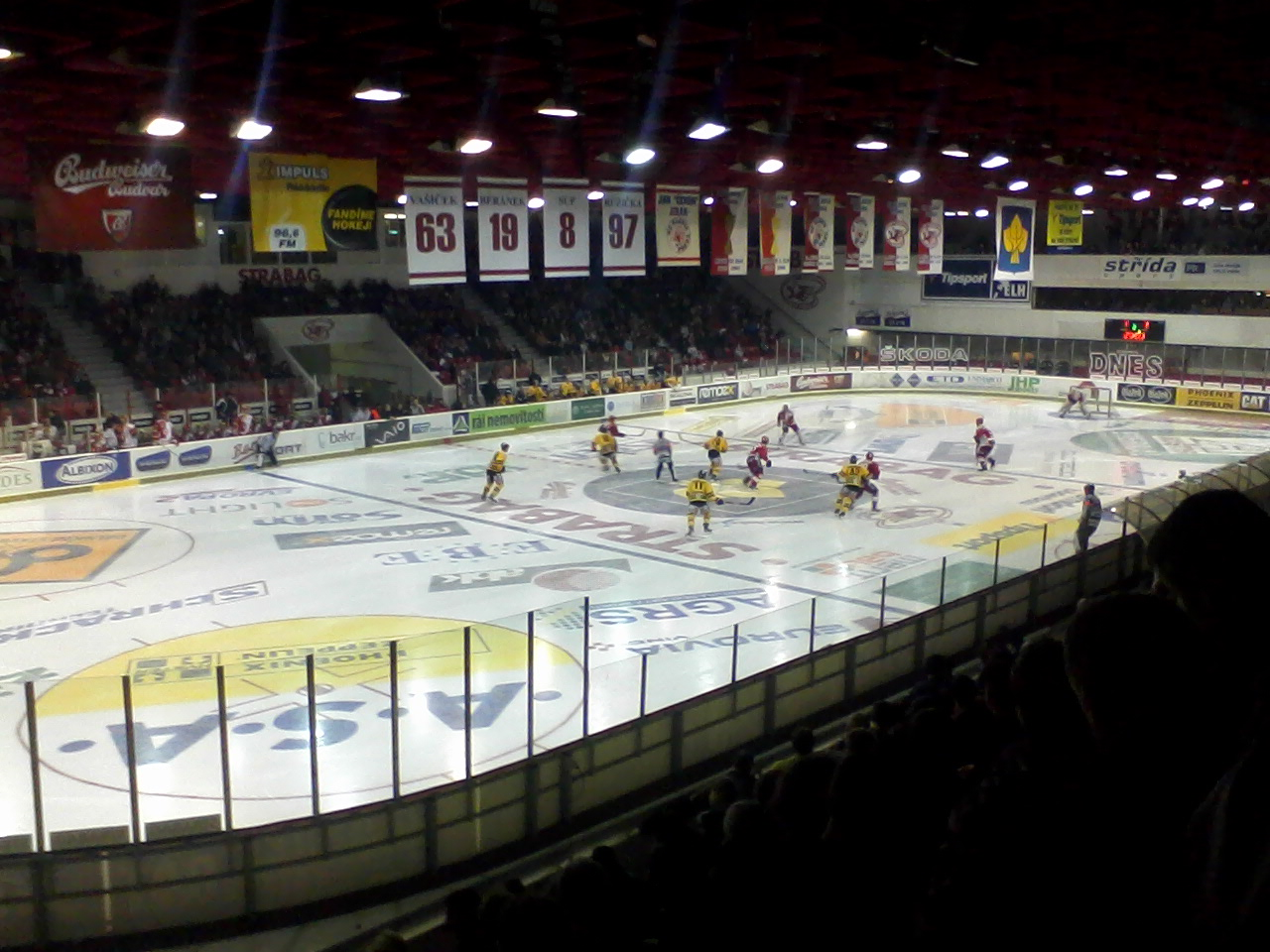
Blick auf die Eisfläche beim Spiel HC Slavia Prag gegen den HC Litvínov im März 2012
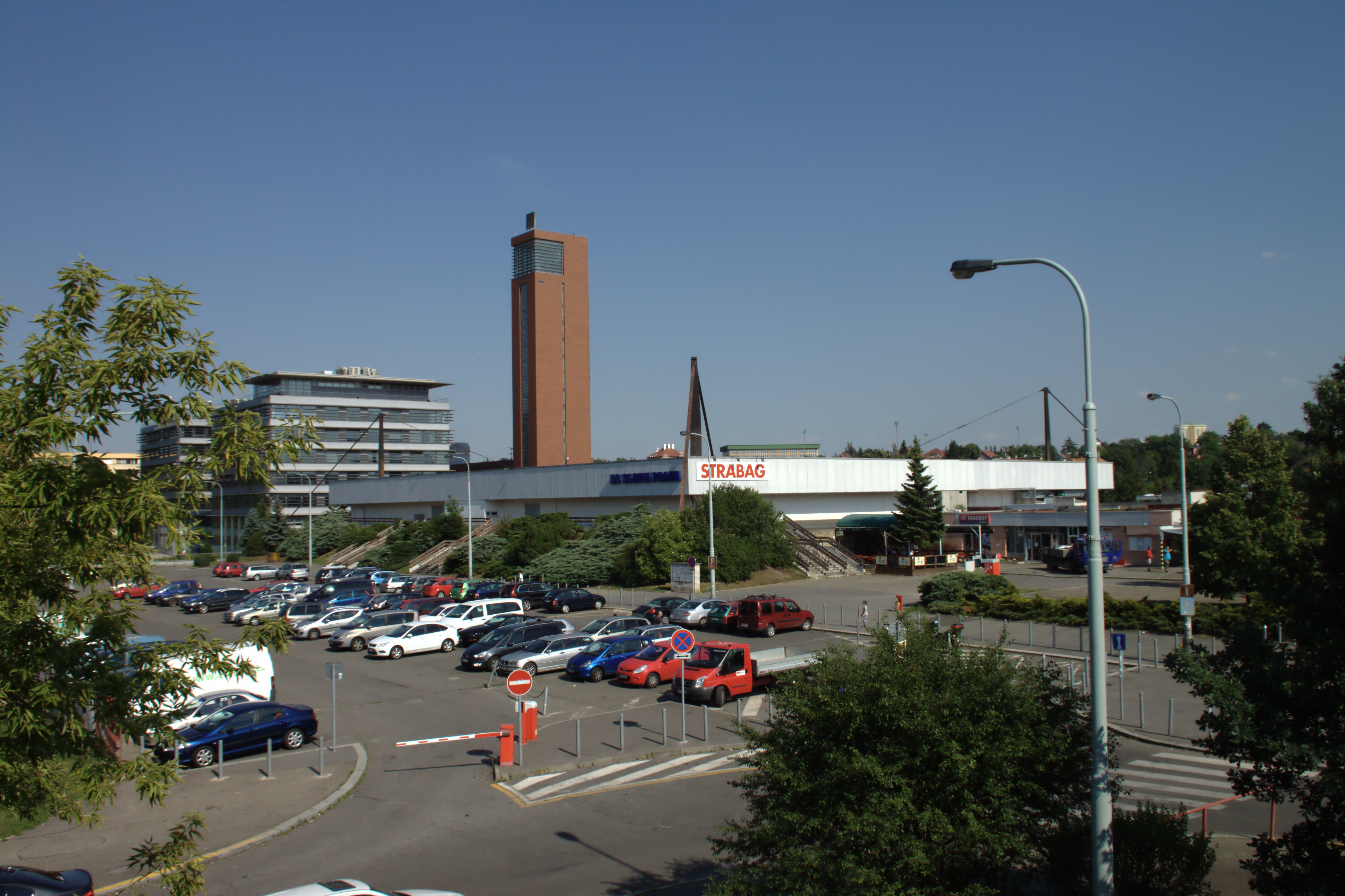
Außenansicht 2012 mit Parkplatz
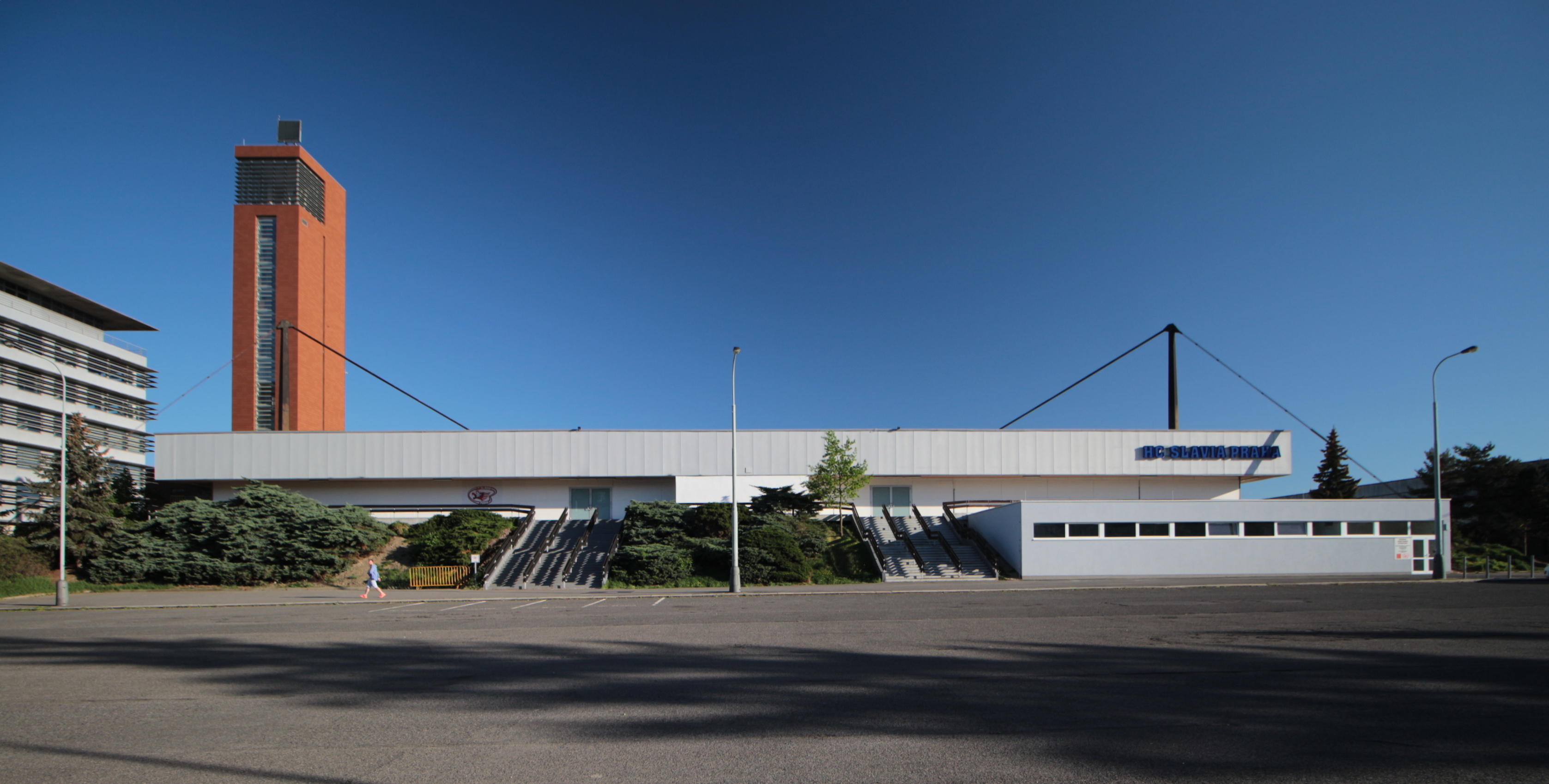
Seitenansicht im April 2018
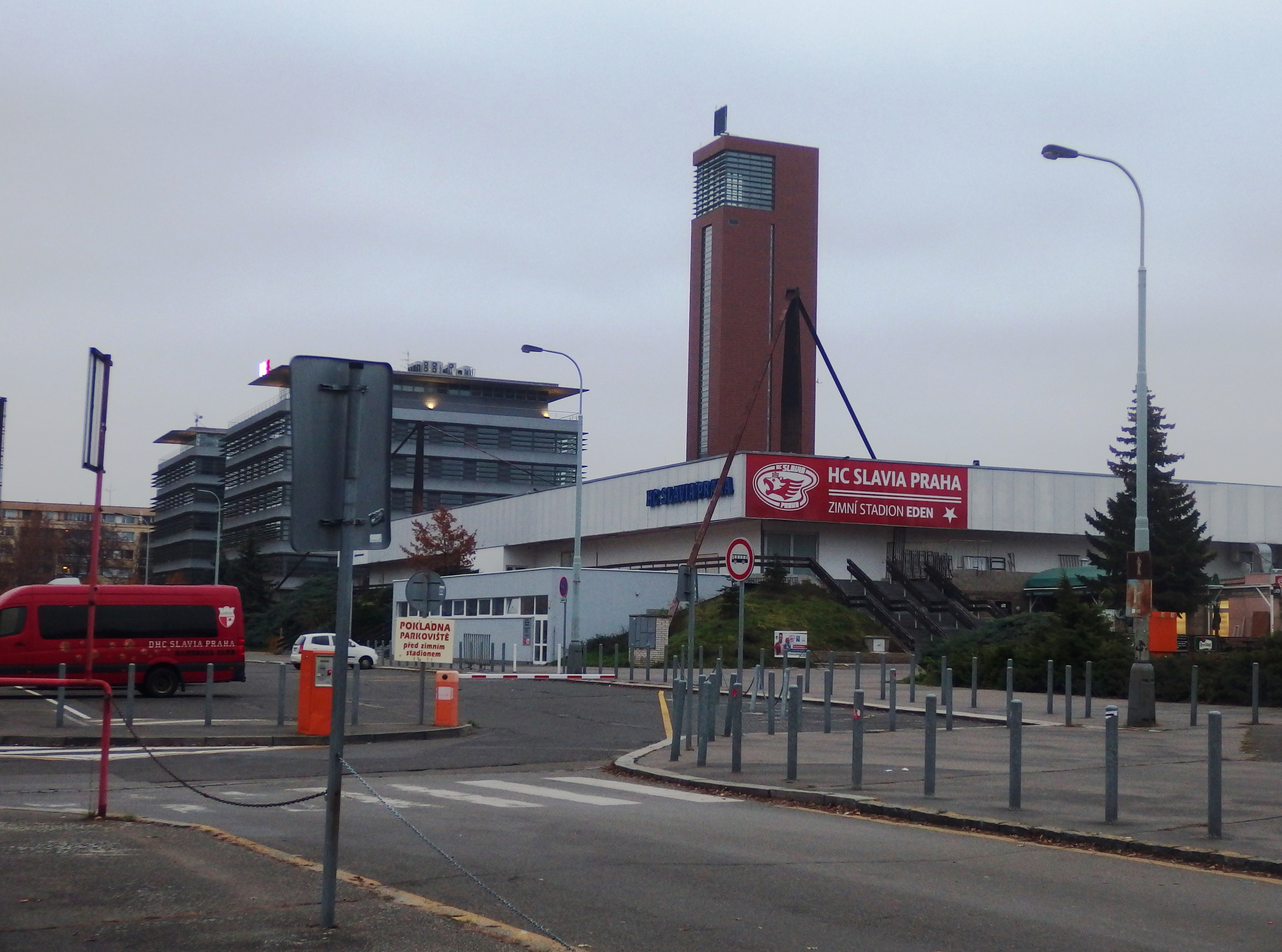
2019
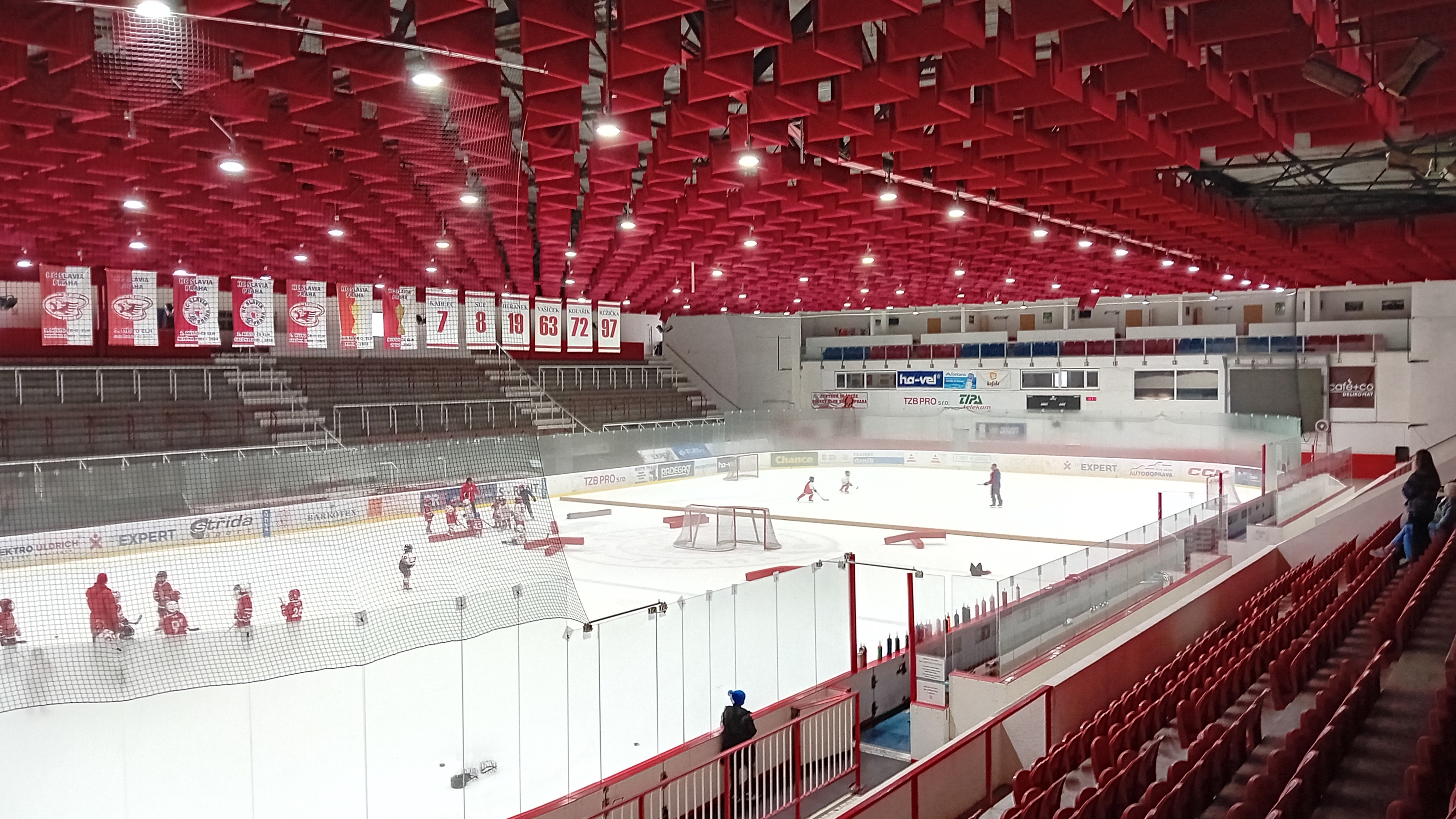
Innenraum im Feb.  2024